# ТЕЦ Дахедж (OPAL)
21°41′37″ пн. ш. 72°37′27″ сх. д. / 21.69361° пн. ш. 72.62417° сх. д.
ТЕЦ Дахедж (OPAL) — індійська теплова електростанція у штаті Гуджарат, призначена для обслуговування роботи нафтохімічного майданчика компанії ONGC Petro Additions Limited (зокрема, тут діє установка парового крекінгу).
У 2016 році в Дахеджі почав роботу потужний нафтохімічний комплекс компанії OPAL (спільне підприємство нафтогазової ONGC, газової GAIL, Gujarat State Petroleum Corporation та ряду фінансових інвесторів). За планом його має доповнити власна теплоелектроцентраль, будівельна готовність якої станом на осінь 2020-го оцінювалась у 99,84 %.
На майданчику станції змонтували:
- чотири газові турбіни потужністю по 33,8 МВт, від яких живиться така ж кількість котлів-утилізаторів продуктивністю по 110 тонн пари на годину;
- два парові котли продуктивністю по 220 тонн пари на годину, які живлять дві парові турбіни потужністю по 30 МВт та, так само як і котли-утилізатори, відпускають теплову енергію для потреб нафтохімічного виробництва.

Ще у 2008 році на майданчику OPAL ввели в дію установку фракціонування, яка виділяє необхідну для парового крекінгу етан-пропанову суміш з імпортованого через термінал ЗПГ Дахедж природного газу. Отриманий після вилучення гомологів метану «сухий» газ призначений для використання як паливо, зокрема, на власній електростанції комплексу.
Для видалення продуктів згоряння використовуватимуть димарі заввишки 80 метрів.